# 亨利埃塔 (紐約州)
亨利埃塔（英語：Henrietta）是一個位於美國紐約州門羅縣的鎮。

## 人口
根據2020年美國人口普查的數據，亨利埃塔的面積為92.32平方千米，當中陸地面積為91.56平方千米，而水域面積為0.76平方千米。當地共有人口47096人，而人口密度為每平方千米510人。